# 구학산
구학산(九鶴山)은 대한민국 강원특별자치도 원주시와 충청북도 제천시에 걸쳐 있는 높이 983m의 산이다.

## 같이 보기
- 한국의 산